# Ríkisútvarpið
Ríkisútvarpið ([ˈriːcɪsˌuːtvar̥pɪð], zkráceně RÚV [ˈruːv]) je islandská národní veřejnoprávní vysílací organizace.
Vysílatel přenáší ze studií v hlavním městě země – Reykjavíku a regionálních center v zemi, vysílá řadu všeobecných pořadů širokému publiku po celé zemi prostřednictvím rádiových stanic Rás 1 a Rás 2 a jednoho televizního kanálu.

## Historie
Rozhlasové vysílání bylo zahájeno v roce 1930, první televizní přenos se datuje do roku 1966. V obou případech se pokrytí rychle rozšířilo do téměř každé domácnosti na Islandu. Společnost je financována z koncesionářských poplatků a příjmů z reklam.
Vysílatel se stal aktivním členem Evropské vysílací unie v roce 1956.
V roce 1986 ztratila společnost výsadní postavení a začala čelit konkurenci celé řady soukromých vysílacích společností, z nichž nevýznamnější je stanice 365. Dne 31. března 2011 společnost představila nová loga svých stanic a vizuální úpravy televizního kanálu.

## Pořady
Společnost je dle podmínek zakládací listiny povinna „propagovat islandský jazyk, islandskou historii a kulturní dědictví Islandu“ a „ctít základní demokratická pravidla, lidská práva a svobodu projevu a názoru“. Vysílá podstatnou část pořadů o umění, médiích a na aktuální téma a rovněž přenáší zábavné pořady ve formě hraných filmů a mezinárodně populárních televizních seriálů, kterými jsou Ztraceni nebo Zoufalé manželky. Vysílání zahrnuje i sportovní zpravodajství, dokumentární pořady, domácí zábavné pořady a pořady pro děti.
Ze zpravodajské místnosti společnosti jsou přenášeny zprávy pro televizi a rozhlas, jež patří na Islandu mezi starodávné a respektované. Ve všední dny rozhlasová stanice Rás 2 nabízí 35 minut pro regionální mutace zpravodajského pokrytí.
Gettu betur je populární každoroční kvízová soutěž ve formě turnaje, kde týmy z vyšších středních škol po celém Islandu soupeří proti sobě v pěti kolech, které jsou vysílány v rozhlase i televizi. Populární pořadem je i hudební soutěž Eurovision Song Contest, do které společnost posílá své zástupce již od roku 1986. Ze sportovních pořadů tradičně v přímém přenosu přenáší významné události, jako jsou Olympijské hry nebo Mistrovství světa ve fotbale, ačkoli ztratilo vysílací práva na World Cup 2006, které byly odkoupeny komerčním vysílatelem 365 v roce 2002. Vysílala turnaj Světového poháru v roce 2010.

## Speciální služby
V souladu s povinností jako veřejnoprávního vysílatele televizní kanál Sjónvarpið vysílá zpráv ve znakové řeči pro neslyšící. Kromě toho, Rás 1 (Rádio 1) vysílá podrobné zprávy o počasí pro islandské námořníky a další, kteří spoléhají na povětrnostní podmínky.

## Kanály

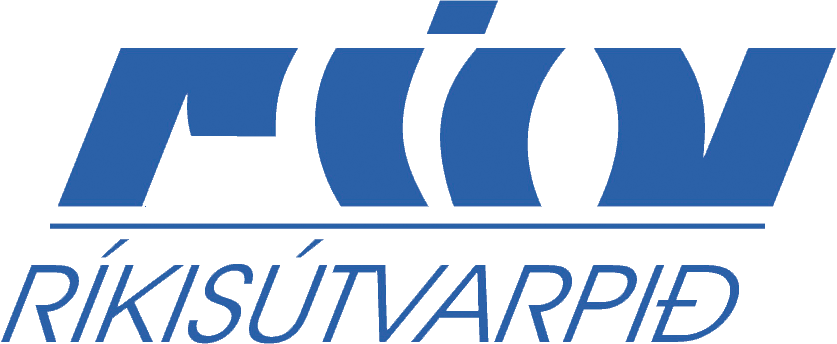
Logo společnosti před rokem 2011

### Televize
- Sjónvarpið — často také jako „Stöð Eitt“ nebo „Channel 1“
- RÚV textavarp — teletext poskytovaný společností, také nabízí předpověď počasí

### Rozhlas
- Rás 1 — zprávy, počasí, publicistika, kultura
- Rás 2 — pop a rock
- Rondó — klasická hudba a jazz

## Vysílače
Pro své přenosy o dlouhých vlnách se 189 kHz používá nejvyšší rozhlasový stožár v západní Evropě, rozhlasový stožár Hellissandur o dlouhých vlnách také druhý vysílač o 207 kHz na Eidaru. Vysílače o dlouhých vlnách jsou určeny k vyplnění mezer v pokrytí FM a slouží pro islandskou rybářskou flotilu.
Televizní síť používá 180 analogových vysílačů. Rás 1 a Rás 2 mají každý 90 vysílačů.